# Goyeneche
Goyeneche es el apellido de una antigua e ilustre familia de origen navarro, cuyas casas solariegas principales están radicadas en las localidades de Irurita y Arizcun en el Noble Valle y Universidad de Baztán.
En los siglos XVII y XVIII la familia Goyeneche estuvo asentada en el Perú, pero al producirse la Guerra de Independencia varios de sus miembros regresaron a España.

## Orígenes
Los documentos más antiguos que constan en Archivos oficiales sobre esta familia datan de 1366, aunque en archivos privados existen referencias anteriores. Su Ejecutoria de Nobleza Inmemorial está fechada en el año 1440, ratificada en 1441 por el Príncipe de Viana, Regente del Reyno de Navarra. Además ha sido probada reiteradamente su nobleza, legitimidad y cristiandad en las Órdenes de Santiago, Carlos III y San Juan de Jerusalén, Maestranzas de Zaragoza, Valencia y Granada y Real Cuerpo de la Nobleza de Cataluña.
Esta antigua familia, distinguida con la Grandeza de España, obtuvo sentencia de la Corte Mayor del Reino de Navarra por la que se le confirmaron sus privilegios y el uso de su blasón. Los Goyeneche han sido desde antiguo señores de Palacios Cabo de Armería y, como tales, se asentaron en las antiguas Cortes del Reino de Navarra por el Brazo Noble.
En Madrid, Lima, Arequipa, Nuevo Baztán, Illana, Ugena, Pamplona, Irurita, Arizcun, Saint Cloud, Burdeos y otras ciudades existen hoy todavía Palacios que llevan el nombre de esta familia por haber pertenecido a alguno de sus más ilustres miembros.

## Armas
Los Goyeneche originarios del Valle de Baztán, en Navarra, usan escudo ajedrezado de plata y sable. 
La rama de los condes de Guaqui, con casa Solariega en el lugar de Irurita, usa el escudo ajedrezado de plata y sable pero solo con veinte escaques (diez de cada metal).
Según información que en 1728 levantó Francisco Miguel de Goyeneche para ingresar a la Orden de Santiago, los cuatro cuarteles consistentes en dos flores de lis y dos lobos, que se encuentran esculpidos en el Palacio Goyeneche (Cabo de Armería) del lugar de Arizcun correspondían a las armas originales utilizadas por los Goyeneche con anterioridad a la concesión del escudo ajedrezado por el Rey Don Sancho, según la mayoría de fuentes, tras la Batalla de Las Navas de Tolosa.

## Grandezas de España y Títulos del Reino

### Jefatura actual de la Casa

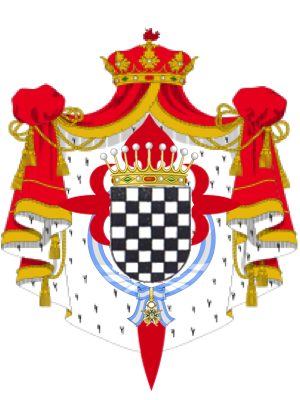
Armas del II conde de Guaqui con Grandeza, Gran Cruz de la Real y Distinguida Orden Española de Carlos III, caballero de la orden de Santiago.

- Guaqui, condado de (GdE).
  - Alto Perú, vizcondado de.[5]

### Títulos ostentados por miembros de la casa

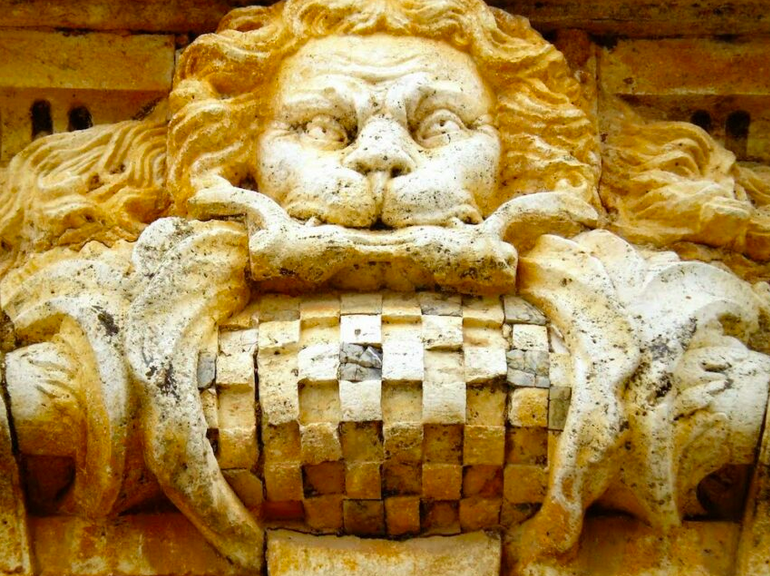
León sosteniendo en sus fauces el ajedrezado heráldico de Goyeneche.
Nuevo Baztán, Madrid.

- Artasona, marquesado de.
- Belzunce, marquesado de.
- Balbueno, marquesado de.
- Casa Dávila, marquesado de.
- Casa Saavedra, condado de.
- Corpa, marquesado de.
- Gamio, condado de.
- Gausa, condado de.
- Goyeneche, condado de.
- Ruiz de Castilla, condado de.
- Saceda, condado de.
- Ugena, marquesado de.[6]
- Villafuerte, marquesado de.
- Villar del Ladrón, marquesado de.[7]

## Miembros ilustres
Algunos de los más destacados:
- Juan de Goyeneche y Gastón.
- Juan de Goyeneche y Aguerrevere.
- José Manuel de Goyeneche y Barreda, Primer conde de Guaqui (grande de España).
- José Sebastián de Goyeneche y Barreda, Arzobispo Primado de Lima.
- Pedro Mariano de Goyeneche y Barreda.
- Miguel de Múzquiz y Goyeneche
- Juan Ignacio María de Castorena Ursúa y Goyeneche, primer editor y periodista de Hispanoamérica
- Juan Mariano de Goyeneche y Barreda.
- José Manuel de Goyeneche y Gamio, II Conde de Guaqui y Duque consorte de Villahermosa.
- Juan Mariano de Goyeneche y Gamio, III Conde de Guaqui y Marqués consorte de Villafuerte.
- María Josefa de Goyeneche y Gamio, Duquesa de Goyeneche.
- José Sebastián de Goyeneche y Gamio, Fundador de la Fundación Goyeneche.
- Carlos de Goyeneche y Silvela, III marqués de Balbueno. Diplomático español.
- Alfredo de Goyeneche y Moreno, VI Conde de Guaqui. Presidente del Comité Olímpico Español.
- Joaquín Cotoner y Goyeneche, natural de Lima, Perú. Senador en el Senado de España y diputado en el Congreso de los Diputados. Presidente del Real Club Náutico Puerto de Pollensa.

## Diccionario Biográfico Español
- Aquerreta González, Santiago. «Juan de Goyeneche y Gastón» (Web). madrid: Diccionario biográfico español. Consultado el 5 de diciembre de 2021. «Goyeneche Gastón, Juan de. Arizcun (Navarra), 1656 – Madrid, 1735. Tesorero de la Reina y hombre de negocios.».
- Barrientos Grandon, Javier. «Francisco Javier de Goyeneche y de Balanza» (Web). madrid: Diccionario biográfico español. Consultado el 5 de diciembre de 2021. «Goyeneche y de Balanza, Francisco Javier de. Marqués de Belzunce (I). Madrid, 9.XII.1690 – 5.V.1748. Caballero de la Orden de Santiago, consejero de Indias.».
- Aquerreta González, Santiago. «Francisco Miguel de Goyeneche y de Balanza» (Web). madrid: Diccionario biográfico español. Consultado el 5 de diciembre de 2021. «Goyeneche y Balanza, Francisco Miguel de. Madrid, 3.X.1705 – 3.X.1762. Conde de Saceda (I) y marqués de Belzunce (II). Tesorero de la Reina y hombre de negocios.».
- Alcalde de Oñate, Santiago. «Miguel de Múzquiz y Goyeneche» (Web). madrid: Diccionario biográfico español. Consultado el 5 de diciembre de 2021. «Múzquiz y Goyeneche, Miguel de. Conde de Gausa (I), marqués del Villar de Ladrón (I), en Austria. Elvetea (Navarra), 15.I.1719 baut. – Real Sitio de El Pardo (Madrid), 21.I.1785. Ministro de Hacienda de Carlos III.».
- Domínguez Ortega, Montserrat. «Juan Martín de Sarratea y Goyeneche» (Web). madrid: Diccionario biográfico español. Consultado el 5 de diciembre de 2021. «Sarratea y Goyeneche, Juan Martín de. Berrueta (Navarra), c. 1715 – Bogotá (Colombia), 19.I.1797. Tesorero, visitador.».
- Urquijo Goitia, José Ramón. «Ignacio Goyeneche y Múzquiz» (Web). madrid: Diccionario biográfico español. Consultado el 5 de diciembre de 2021. «Goyeneche Múzquiz, Ignacio. Conde de Saceda (III). Madrid, 31.VII.1776 – 5.VIII.1845. Político.».
- Albi de la Cuesta, Julio. «José Manuel de Goyeneche y Barreda» (Web). madrid: Diccionario biográfico español. Consultado el 5 de diciembre de 2021. «Goyeneche y Barreda, José Manuel de. Conde de Huaqui (o Guaqui) (I). Arequipa (Perú), 13.VI.1775 – Madrid, 10.X.1846. Teniente general, presidente de la Audiencia de Cuzco, caballero de la Orden de Santiago.».
- Burkholder, Mark A. «Pedro Mariano Goyeneche y Barreda» (Web). madrid: Diccionario biográfico español. Consultado el 5 de diciembre de 2021. «Goyeneche y Barreda, Pedro Mariano. Arequipa (Perú), 22.II.1772 – Burdeos (Francia), 30.XI.1844. Oidor de Cuzco, magistrado oidor de Lima.».
- Valle de Juan, María Ángeles. «José Manuel de Goyeneche y Gamio» (Web). madrid: Diccionario biográfico español. Consultado el 5 de diciembre de 2021. «Goyeneche y Gamio, José Manuel de. Conde de Guaqui (II). Arequipa (Perú), 28.V.1831 – Madrid, 8.II.1893. Militar y senador.».
- Urquijo Goitia, José Ramón. «José Francisco Goyeneche Juanmartiñena» (Web). madrid: Diccionario biográfico español. Consultado el 5 de diciembre de 2021. «Goyeneche Juanmartiñena, José Francisco. Zubieta (Navarra), 4.X.1786 – ?, m. s. xix. Comerciante y político.».
- Andújar Castillo, Francisco. «Pedro Francisco Goyeneche Martiarena» (Web). madrid: Diccionario biográfico español. Consultado el 5 de diciembre de 2021. «Goyeneche Martiarena, Pedro Francisco. Elizondo (Navarra), 24.V.1713 – Madrid, 23.I.1789. Intendente y consejero de Guerra.».
- Alcalá, César. «Juan de Montserrat de Suelves y Goyeneche» (Web). madrid: Diccionario biográfico español. Consultado el 5 de diciembre de 2021. «Suelves y Goyeneche, Juan de Montserrat de. Marqués de Tamarit (X), vizconde de Montserrat y barón de Altafulla. Francia, 6.I.1887 – Somorrostro (Vizcaya), 30.VI.1937. Militar carlista.».
- Bahillo Ruiz, Teodoro, CMF. «Siervo Goyeneche y Martínez de la Hidalga» (Web). madrid: Diccionario biográfico español. Consultado el 5 de diciembre de 2021. «Goyeneche y Martínez de la Hidalga, Siervo. Falces (Navarra), 7.XII.1886 – Roma (Italia), 21.III.1964. Canonista (CMF).».
- de Gortázar y Rotaeche, Luis. «José Álvarez de Bohorques y Goyeneche» (Web). madrid: Diccionario biográfico español. Consultado el 5 de diciembre de 2021. «Álvarez de Bohorques y Goyeneche, José. Marqués de los Trujillos (X). Madrid, 23.III.1895 – 27.II.1993. Militar, jinete y campeón olímpico.».
- Zaforas de Cabo, Juan. «Alfredo Goyeneche Moreno» (Web). madrid: Diccionario biográfico español. Consultado el 5 de diciembre de 2021. «Goyeneche Moreno, Alfredo. Conde de Guaqui (VI). San Sebastián (Guipúzcoa), 15.XII.1937 – Miranda de Ebro (Burgos), 16.III.2002. Ingeniero del Instituto Católico de Artes e Industrias (ICAI), empresario, jinete y presidente del Comité Olímpico Español.».

### Calles y plazas dedicadas a miembros de esta familia
- Calle de Goyeneche (Illana - Guadalajara - España)[8]
- Calle de Goyeneche (Madrid - España)[9]
- Calle de Juan de Goyeneche (Pamplona - Navarra - España)[10]
- Avenida Goyeneche (Arequipa - Perú)[11]
- Calle de Goyeneche (San Juan de Luz - Francia)[12]
- Avenida de Alfredo Goyeneche (Almería - España)[13]
- Plaza de la Duquesa de Goyeneche (Irurita - Baztán - Navarra - España)[14]